# Onthophagus massai
Onthophagus massai är en skalbaggsart som beskrevs av Baraud 1975. Onthophagus massai ingår i släktet Onthophagus och familjen bladhorningar. Inga underarter finns listade i Catalogue of Life.